# Mario Ferrigni
Mario Coccoluto Ferrigni (Firenze, 23 settembre 1878 – Roma, 14 maggio 1943) è stato un giornalista, critico d'arte e drammaturgo italiano.

## Biografia
Era figlio di Pietro Ferrigni e di sua moglie Alessandrina Zoubkov, fratello minore del giornalista e commediografo Umberto Ferrigni. Terminata l'istruzione primaria a Firenze, si laureò in giurisprudenza presso l'università La Sapienza di Roma. Dopo pochi anni di ulteriori studi giuridici e alcune pubblicazioni di diritto civile agricolo, seguendo l'esempio del padre, anch'egli avvocato, si dedicò al giornalismo. Dal 1896 al 1910 collaborò con «La Domenica fiorentina», un giornale ebdomadario letterario-politico, che in quel periodo fu diretto prima dal padre e poi dal fratello Umberto.
Nel 1908 scrisse i due volumi di racconti, Firenze sentimentale e Le tredici notti e, nel 1912, Madonne fiorentine un saggio di storia critica dell'arte rinascimentale. Dal 1913 al 1923 a Milano, città in cui si era trasferito, fu critico teatrale per il quotidiano La Sera.
Nel 1927 pubblicò sul Corriere della Sera un'inchiesta sulle condizioni degli archivi di Stato intitolata Splendore e decadenza degli Archivi d'Italia.
Dopo l'esperimento di un dramma religioso composto ad imitazione delle sacre rappresentazioni, il Santo Francescodel 1906, che fu messo in scena nel 1925 al Teatro Costanzi di Roma. Per il teatro scrisse le commedie Il punto debole (1929), La tagliola (1930) e pubblicò inoltre, nel 1932, due volumi di Cronache Teatrali.
Fu critico teatrale e collaborò in tale materia col Nuovo giornale di Firenze, poi dal 1913 al '23 con La Sera di Napoli e infine con La Lettura di cui fu direttore dal 1923 al 1934. Terminata quest'ultima esperienza, divenne direttore dell'Istituto per le relazioni culturali con l'estero di Praga, poi di quello de L'Aja. Collaboro con l'EIAR e ideò per la radio la rubrica culturale Da vicino e da lontano.

## Opere
- Mario Ferrigni, Il capoccia nella mezzeria toscana - appunti di diritto civile, Firenze, Tipografia M. Ricci, 1901.
- Mario Ferrigni, Firenze sentimentale, Firenze, Francesco Lumachi Editore, 1908.
- Mario Ferrigni, Le tredici notti - Seconda serie di Firenze sentimentale, Firenze, Francesco Lumachi Editore, 1908.
- Mario Ferrigni, Cronache teatrali, 1930, Milano, Fratelli Treves Editori, 1932.

### Teatro
- Il punto debole (1929)
- La tagliola (1930)